# Campanula phyctidocalyx
Campanula phyctidocalyx är en klockväxtart som beskrevs av Pierre Edmond Boissier och Friedrich Wilhelm Noë. Campanula phyctidocalyx ingår i släktet blåklockor, och familjen klockväxter. Inga underarter finns listade i Catalogue of Life.